# 산타페 (커피)
산타페(Santa Fé)는 대상에서 생산하고 팔도에서 판매하고 있는 커피음료다.

## 용량
- 175ml(오리지널, 헤이즐넛향)
- 215ml(헤이즐넛향)
- 200ml(카페밀레, 카페바닐로)
- 275ml(일러스트 에디오피아 시다모/콜롬비아 수프리모)
- 500ml(블랙아이스)

## 같이 보기
- 팔도